# Henriette Kohlrausch
Henriette Kohlrausch (* 1781 in Hannover; † 1842 in Hannover), geborene Eichmann, war eine in zeitgenössischen Berliner Gesellschaftskreisen bekannte Persönlichkeit und hatte Umgang mit Caroline und Wilhelm von Humboldt. Von ihr stammt die einzige derzeit bekannte Nachschrift der Kosmos-Vorlesungen, die Alexander von Humboldt zwischen 6. Dezember 1827 und 27. März 1828 im Haus der Sing-Akademie hielt.
Sie wurde als Tochter des Geheimen Finanzrats Johann Wilhelm Eichmann (1747–1829) und seiner Frau Male Eichmann in Hannover geboren, lebte jedoch mehrere Jahre in Berlin, wo sich ihre ältere Schwester Charlotte mit dem Verleger Daniel Friedrich Parthey vermählt hatte. In dieser Zeit lebte sie im sogenannten Nicolaihaus in der Brüderstraße Nr. 13, unterstützte ihre Schwester und deren Ehemann bei der Erziehung der Kinder Lili und Gustav Parthey, und führte als unverheiratete Frau dem Verleger und Buchhändler Friedrich Nicolai den Haushalt. 1815 heiratete sie den Mediziner Heinrich Kohlrausch, der Leibarzt von Caroline und Wilhelm von Humboldt unter anderem bei deren mehrjährigem Rom-Aufenthalt war. Zum Zeitpunkt der Kosmos-Vorlesungen 1827/28 war Heinrich Kohlrausch bereits verstorben.
Henriette Kohlrausch galt als beschlagen in den Naturwissenschaften, speziell in der Botanik. Karl Sigismund Kunth, der über Jahre mit der Publikation der Sammlung von Pflanzen beschäftigt war, die Alexander von Humboldt von seiner amerikanischen Forschungsreise mitgebracht hatte, benannte nach ihr die Gattung Kohlrauschia.

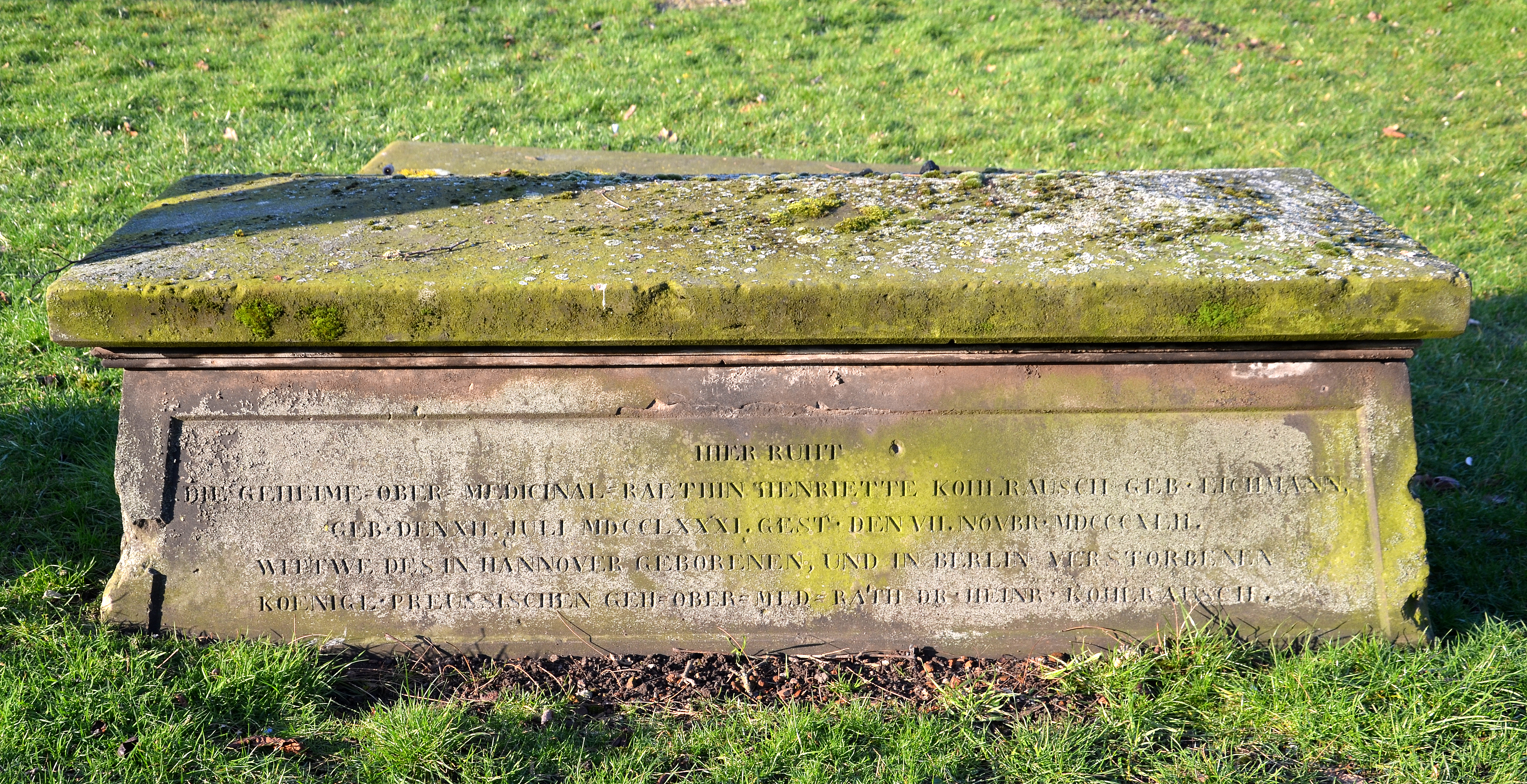
Grabmal der Henriette Kohlrausch, geborene Eichmann, auf dem Alten St.-Nikolai-Friedhof in Hannover

Die sehr begehrten Hörer-Karten für Humboldts Kosmos-Vorlesungen in der Sing-Akademie erhielt Henriette Kohlrausch möglicherweise durch Caroline von Humboldt. Die ohne Autorenangabe in der Staatsbibliothek zu Berlin aufbewahrte Nachschrift konnte neuerdings durch Schriftvergleich Henriette Kohlrausch zugeordnet werden. So aufschlussreich dieses Material heutzutage für die Forschung ist, konstatiert Dorothee Nolte, so wenig hielt Alexander von Humboldt selbst von solchen Nachschriften: „Nichts ist widerwärtiger, als publiziert zu sehen, was ein Gemisch von Gehörtem und Selbstzugesetztem ist.“
1837 zieht Kohlrausch zurück nach Hannover und wird enge Vertraute von Königin Friederike von Hannover. Ihr heute denkmalgeschütztes Grabmal wurde von König Ernst August von Hannover in Auftrag gegeben, um das besondere Verhältnis von Kohlrausch und Königin Friederike zu würdigen.

## Werke
- Henriette Kohlrausch: Physikalische Geographie. Vorgetragen von Alexander von Humboldt. [Berlin], [1828]. [= Nachschrift der ‚Kosmos-Vorträge‛ Alexander von Humboldts in der Sing-Akademie zu Berlin, 6.12.1827–27.3.1828.] Digitalisat und Volltext im Deutschen Textarchiv; gedruckte Ausgabe:
  - Alexander von Humboldt, Henriette Kohlrausch: Die Kosmos-Vorlesung an der Berliner Sing-Akademie. Herausgegeben von Christian Kassung und Christian Thomas. Berlin: Insel, 2019. ISBN 978-3-458-36419-1.